# Château de Champs-sur-Marne
Le château de Champs-sur-Marne est situé en France dans la commune de Champs-sur-Marne, dans le département de Seine-et-Marne en région Île-de-France.

## Présentation
Construit près d'une boucle de la Marne entre 1703 et 1707 par les architectes Pierre Bullet et son fils Jean-Baptiste Bullet de Chamblain pour deux financiers de Louis XIV : Charles Renouard de La Touanne puis Paul Poisson de Bourvallais.
Type accompli de la maison de plaisance à la française du début du XVIIIe siècle, avec son plan en « U » à deux courtes ailes sur la cour d'honneur au sud et sa rotonde sur le jardin au nord, il témoigne de l'évolution de la société vers la recherche de davantage de confort. Il dispose d'un parc de 85 hectares qui allie jardin à la française et à l'anglaise, et labellisé Jardin remarquable. Fait rare, le domaine possède à la fois un jardin et un château en très bon état de conservation.
Le domaine de Champs connaît de nombreux propriétaires au cours de son histoire, notamment le financier Louis Cahen d'Anvers qui en fait un lieu de réception couru de la Belle Époque.
Champs est aujourd'hui un domaine national géré par le Centre des monuments nationaux qui abrite dans ses communs sud-ouest le Laboratoire de recherche des monuments historiques. Après d'importants travaux de restauration, le château a rouvert ses portes au public en 2013. C'est également un lieu de tournage cinématographique.

## Histoire

### La seigneurie de Champs avant le château actuel
Champs est mentionné entre 1079 et 1096 dans une charte de franchise signée par Adam de Champs. La seigneurie reste dans sa famille jusqu'en 1399, date à laquelle Jeanne II de Champs la vend à la famille d'Orgemont, originaire de Lagny-sur-Marne.
Au XVIe siècle, le château appartient à Claude de Montmorency, maître d'hôtel de François Ier. La seigneurie passe ensuite à la famille de la marquise de Rambouillet, les Angennes, marquis de Pisani.
Au début du XVIIe siècle, la seigneurie passe à Jean Faure, un petit officier du roi puis gouverneur de Mirebeau en Poitou dont le fils, François Ier Faure a été évêque de Glandèves, puis d'Amiens. Louis XIII enfant est venu se promener à plusieurs reprises à Champs. Jean Héroard fait le récit dans son journal des visites du 29 août 1609, du 25 mars 1613 et du 21 août 1615. Les héritiers de Jean Faure ont embelli le jardin en faisant creuser des bassins et des canaux.

### Premiers plans du château actuel
La seigneurie est acquise vers 1698 par Charles Renouard de La Touanne, trésorier général de l'Extraordinaire des guerres et de la Cavalerie légère. En 1699, il fait appel aux architectes Pierre Bullet et à son fils Jean-Baptiste Bullet de Chamblain pour lui construire une nouvelle demeure, mais il fait banqueroute en mai 1701 et meurt le 4 juin 1701, alors qu'il allait être conduit à la prison de la Bastille.

### Château actuel et ses occupants jusqu'en 1895
Les travaux sont alors arrêtés au tout début du XVIIIe siècle. Il n'y a toutefois aucune information sur le degré d'avancement des travaux au moment de leur arrêt.
Le domaine est confisqué en 1701 et revendu en 1703 à un autre financier Paul Poisson de Bourvallais, secrétaire du Conseil royal des finances qui est le modèle de la comédie : Turcaret ou le Financier d'Alain-René Lesage. Les documents d'archives mentionnent de nombreux ouvriers entre 1703 et 1707 travaillant sous les ordres d'un entrepreneur nommé Jean Charpentier et d'un second architecte appelé Buiret, « contrôleur des bâtiments de M. de Bouvalais ». Il fait achever les travaux, toujours sous la direction de Bullet de Chamblain. La construction se termine en 1707. Les jardins à la française sont créés vers 1710, sans doute par Claude Desgots, petit-neveu et élève de Le Nôtre .
Deux ans après l'opération du visa, Poisson de Bourvallais est accusé de malversations et, en 1716, est condamné à des restitutions par la chambre de justice. Il doit abandonner le château de Champs-sur-Marne ; selon les Mémoires du duc de Saint-Simon, à l'avènement du régent Philippe d'Orléans, « Bourvallais, un des plus riches traitants et des plus maltraités par la chambre de justice, fut dépouillé d'une superbe maison de campagne à Champs qu'il avait rendue charmante et que d'une maison de bouteille, il avait fait chef-lieu d'une grande et belle terre à force d'acquisitions. ».
Le château confisqué par la Couronne est vendu en 1718 à la princesse de Conti, fille légitimée de Louis XIV et de Louise de La Vallière. Celle-ci en cède, le 24 décembre 1718, la nue-propriété à son cousin, Charles François de La Baume Le Blanc, marquis puis duc de La Vallière. Il a fait réaliser un plan d'ensemble du château publié par Mariette dans le tome 2 de son Architecture française, en 1727. Les jardins représentés sont de Claude Desgots, neveu d'André Le Nôtre.
Le fils de celui-ci, Louis-César de La Baume Le Blanc de La Vallière (1708-1780) en hérite en 1739. Il y reçoit des hommes de lettres dont Voltaire, Diderot, d'Alembert, Moncrif. Il fait reprendre la décoration du « grand cabinet » ou « salon d'assemblée » du rez-de-chaussée sur le jardin, probablement par Christophe Huet qui a aussi réalisé un petit cabinet décoré de petits sujets en camaïeu bleu.
Mais, après la construction, vers 1750, de son château de Montrouge (à l'emplacement de l'actuel hôtel de ville de Montrouge), il délaisse le château de Champs et cherche à vendre le domaine. Faute de trouver un acquéreur, il le loue entre juillet 1757 et janvier 1759 à la marquise de Pompadour, dont il est l'ami, pour 12 000 livres par an. En novembre 1757, celle-ci y reçoit le prince de Soubise au retour de la défaite de Rossbach.

En juin 1760, elle signifie ainsi son congé - en cassant unilatéralement le bail - à cet ami qu'elle surnommait "Broche" : 
"L'état de mes affaires ne me permet pas d'achepter a vie votre maison, j'en ay achepté une autre moins chère des deux tiers, je n'y trouve ni un château ni un parc comme le votre mais la position est beaucoup plus commode pour le peu de temps que j'ay à (y) passer (...). Si sans trop vous déranger, vous pouviés  me rembourcer les meubles, j'en serois fort aise, car jen aurois beaucoup trop...etc." 
(lettre autographe citée par B. Galimard-Flavigny dans La Gazette Drouot n° 29 - 23/07/2021, p. 25).
Le 17 août 1763, le duc de La Vallière parvient à vendre le domaine à l'armateur nantais Gabriel Michel (1702-1765), directeur de la Compagnie des Indes, pour 800 000 livres. À sa mort l'année suivante, le château passe à sa femme, puis, en 1768, à sa fille, Henriette Françoise, épouse depuis 1757 de Jacques Auger, marquis de Marbeuf (†1789).
Dès 1763, cependant, les époux sont séparés « d'habitation et de biens ». Riche de 8 millions de livres, la marquise a aussi un hôtel particulier à Paris rue du Faubourg-Saint-Honoré à l'emplacement de l'actuel no 31 et possède également la Folie Marbeuf sur les Champs-Élysées, au niveau des actuelles rues Lincoln et Marbeuf. Durant la Révolution, elle est condamnée à mort par le Tribunal révolutionnaire et exécutée le 5 février 1794, « comme convaincue d'avoir désiré l'arrivée des Prussiens ».
Le domaine est saisi comme bien national et vendu par adjudication en 1801 au neveu de la marquise de Marbeuf, Pierre-Marc-Gaston de Lévis (1764-1830), fils de Gabrielle Augustine Michel (1744-1794), qui y reçoit notamment Chateaubriand. Il a achevé la transformation du jardin à la mode anglaise.
En 1831, son fils revend le château à Jacques Maurice Grosjean. En 1858, il devient la propriété de l'agent de change parisien Ernest Santerre, puis de son fils Sébastien.

### Les Cahen d'Anvers
En 1895, Sébastien Santerre revend le domaine au comte Louis Cahen d'Anvers, puissant représentant de la haute-finance parisienne. Avec son épouse Louise de Morpurgo, il fait restaurer à grands frais le domaine et le château par l'architecte Walter-André Destailleur, qui avait déjà édifié pour eux, en 1880, l'hôtel au 2 rue de Bassano à Paris, orné de lambris anciens, de tableaux et d'objets d'art des XVIIe et XVIIIe siècles - transformé en camp Bassano durant la Seconde Guerre mondiale.
Ils font également recréer les jardins par les paysagistes Henri et Achille Duchêne aidés par les nombreux jardiniers (63 en 1934) recrutés par Cahen d'Anvers.
Ils y reçoivent, entre 1895 et 1922, Marcel Proust, Isadora Duncan, Alphonse XIII d'Espagne, et Paul Bourget.
Une photographie les montre dans le jardin en compagnie de leur fille Irène, comtesse Moise de Camondo (divorcée) puis comtesse Charles Sampieri (idem.), et de ses deux enfants, Béatrice (Mme Léon Reinach, assassinée à Auschwitz en 1945) et Nissim (mort pour la France en 1917).
Louis Cahen d'Anvers meurt en 1922.

En 1934, son fils Charles, époux de Suzanne Lévy, donne à l'État français et la demeure restaurée et son mobilier (ou lui vendit ?) à condition qu'il reste en place, et que l'emploi et le logement des 63 jardiniers, des 18 domestiques, des 11 garde-chasse et de la cinquantaine d'employés des fermes du domaine soit garanti, et émet le souhait que le domaine devienne une résidence présidentielle ou serve de « résidence de week-end » au président du Conseil (actuel Premier ministre).
« Dans la période qui a suivi la donation, si le comte Charles désirait revenir à Champs, il téléphonait (...). Mes parents étaient heureux de lui préparer et de lui servir un repas et un café ultra fort - arrivant d'Argentine, où la famille possédait de vastes domaines » (Mme Tartier, née Biscaye, fille du maître d'hôtel de Champs, citée par Michel Pinçon et Monique Pinçon-Charlot, Châteaux et châtelains, 2005, p.97).
Le château est classé parmi les monuments historiques le 24 juillet 1935 et un conservateur du domaine est nommé, le château étant ouvert à la visite. Le domaine du château est, quant à lui, classé par arrêté du 20 août 2019.
Toutefois, sitôt après la donation, des hôtes d'honneur de la présidence de la République y sont reçus, comme le sultan du Maroc, Mohamed V, et sa famille en juin 1939, séjours qui obligent à chaque fois à fermer le château au public.
Le 3 juillet 1954, un grand bal réunissant 1 400  personnes y fut donné pour le 18e anniversaire de Monica Cahen d'Anvers, à la suite d'un décret ayant remis le domaine à la disposition (pour un mois) de son père, qui dut assurer le château pour deux millions de dollars et son contenu pour deux millions et demi (même réf. p. 98).

### De Gaulle et ses hôtes à Champs-sur-Marne
À partir de 1959, le général de Gaulle fait du château de Champs une résidence pour les chefs d'État en visite officielle en France. Les intérieurs sont entièrement restaurés.
De nombreux hôtes, principalement originaires d'Afrique noire francophone nouvellement indépendante, y sont alors reçus par le Général sur une dizaine d'années  : 
- Philibert Tsiranana président de la République Malgache et madame (du 26 au 29 octobre 1960),
- Léon Mba président de la République du Gabon et madame (du 22 au 25 mars 1961)[13],
- Léopold Sédar Senghor président de la République du Sénégal et madame (du 19 au 22 avril 1961),
- Félix Houphouët-Boigny président de la République de Côte d'Ivoire et madame (du 7 au 10 juin 1961)[14],
- Diori Hamani président de la République du Niger et madame (du 27 au 30 septembre 1961),
- Mohammad Reza Pahlavi chah d'Iran et la chahbanou Farah Diba (du 11 au 23 octobre 1961),
- Hubert Maga président de la République du Dahomey actuellement République du Bénin et madame (du 25 au 28 octobre 1961),
- Fulbert Youlou président de la République du Congo (du 20 au 23 novembre 1961),
- François Tombalbaye président de la République du Tchad et madame (du 14 au 17 mars 1962),
- Maurice Yaméogo président de la République de Haute-Volta actuellement Burkina Faso et madame (du 11 au 14 avril 1962),
- Hassan II roi du Maroc (les 10 et 11 mai 1962),
- Moktar Ould Daddah président de la République Islamique de Mauritanie et madame (du 23 au 26 mai 1962),
- Harold Macmillan premier ministre de Grande-Bretagne et madame (les 2 et 3 juin 1962)[15],
- David Dacko président de la République centrafricaine et madame (du 20 au 23 juin 1962),
- Nicolas Grunitzky président de la  République du Togo et madame (du 4 au 7 mars 1964),
- Ahmed Ben Bella président de la République Algérienne (le 13 mars 1964)[16],
- Christophe Soglo président de la République du Dahomey actuellement République du Bénin et madame (du 21 au 24 novembre 1967),
- Jean-Bedel Bokassa président de la République centrafricaine et madame (du 11 au 14 février 1969).

Cette vocation cesse définitivement en 1971 et le château est alors affecté au ministère de la Culture qui se charge de l'ouvrir à la visite et installe le Laboratoire de recherche des monuments historiques dans ses communs Sud-Ouest construits par les Cahen d'Anvers.

### De Gaulle, Ben Bella et le château de Champs-sur-Marne
Le château a été le cadre de l’une des deux rencontres entre le général de Gaulle et Ahmed Ben Bella. Ce dernier est l’auteur d’un article dans L’Express du 26 octobre 1995 où il  évoque ces deux rencontres :
« La première fois que nous nous sommes rencontrés, c'était en avril 1944, en Italie, au nord du monte Cassino. Il avait insisté, contre l'avis des Alliés, pour que le corps expéditionnaire français participe à cette campagne. La plupart des troupes venaient d'Afrique du Nord. J'appartenais à une unité d'élite, le 5e régiment de tirailleurs marocains (RTM), basé à El Malah. Cet hiver-là, le froid fut terrible. Nous progressions dans les montagnes, pied à pied, repoussant l'ennemi à la baïonnette, à la grenade, à l'arme automatique, parfois à coups de poignard... De Gaulle nous a gratifiés d'une visite spéciale. Il allait, disait-on, décorer cinq ou six officiers. Moi, le sous-off, je ne me sentais pas concerné. Juste avant la cérémonie, le colonel me fait chercher: «Comment, vous n'êtes pas prêt ? Dépêchez-vous donc, on vous attend !» De Gaulle, ce jour-là, m'a remis la médaille militaire pour faits de guerre exceptionnels.
Vingt ans plus tard, le 13 mars 1964, eut lieu notre seconde entrevue. Je venais de passer quelques jours à Belgrade, à l'invitation de Tito. Avant et pendant la guerre, de Gaulle avait soutenu Mihailovic contre lui. Têtu comme une mule, il en voulait à Tito, et leurs relations étaient à peu près inexistantes. Le chef de l'État yougoslave avait évoqué cette vieille brouille : "Vois si tu peux faire quelque chose..." Sur le chemin du retour, par l'entremise de Georges Gorse - un diplomate de tout premier ordre, alors ambassadeur à Alger - on arrangea une rencontre au château de Champs, près de Meaux, avec le Général. De prime abord, l'homme avait la solennité d'une statue de l'Histoire. Un peu distant, guindé par le protocole, le ton, au bout de deux à trois minutes, prit un tour d'une chaleur exceptionnelle. J'ai plaidé la cause de Tito. Échange laborieux, mais il a fini par se rendre à mes raisons. Je souhaitais un retrait anticipé de l'armée française d'Algérie et la coopération de la France pour développer une activité de chantiers navals à Mers el-Kébir. Il a consenti à tout. "À mon tour, dit-il. Je veux renouer avec les pays arabes, et surtout, il y a un homme qui m'intéresse, c'est Nasser." Il savait, bien entendu, que je n'aurais aucune difficulté à les mettre en contact. Nasser a d'ailleurs saisi la balle au bond : "Dis à de Gaulle qu'il est invité officiellement au Caire. À lui de choisir une date !" À Champs, le Général avait abordé une question capitale pour lui : "J'ai besoin d'une Algérie forte, mais aussi d'une France forte, qui ne subisse pas la loi des États-Unis. Puis-je compter sur vous ?" Pour moi, c'était l'évidence. De son côté, il a joué à fond la carte de la stabilité en Algérie, du moins tant que j'ai été en fonctions. Il m'avait proposé de venir à Paris l'année suivante, en 1965, pour y signer les accords auxquels nous étions parvenus à propos du pétrole. "Les Français doivent apprendre à vous considérer comme un chef d'État. Nous remonterons ensemble les Champs-Élysées." Le coup d'État de Boumédiène - dont je connaissais les intentions et que j'aurais pu faire arrêter vingt fois - eut raison de ce projet, comme de la conférence afro-asiatique en préparation à Alger, et qui promettait d'être un second Bandung. Du fond de ma prison, j'ai appris que de Gaulle était intervenu auprès de Boumédiène, par la voix de Jean de Broglie, alors secrétaire d’État, pour que j'aie la vie sauve. De Gaulle n'était pas un politicien. Il avait cette dimension universelle qui fait trop souvent défaut aux dirigeants actuels. »

### Projets de rentabilisation du château
En 1987, fut créée l'association « Sons d'histoire au château », qui y donna des spectacles historiques ; celui de 1995 était intitulé Le Château d'Alice, en souvenir d'Alice qui, enfant, fut peinte par Renoir, comme sa sœur Irène, épouse de 1891 à 1902 du comte Moïse de Camondo.
À partir de la fin des années 1980, le rythme des tournages cinématographiques, télévisuels et publicitaires s'y intensifie (près de 80 tournages à ce jour[Lequel ?]). La richesse du décor intérieur et du mobilier ainsi que les jardins sont en effet très appréciés des cinéastes du monde entier. Des réflexions ont été menées par le CMN et le Ministère de la Culture pour rentabiliser les sites historiques (dont le château de Champs-sur-Marne) et les ouvrir à l’hôtellerie de luxe.

### Effondrement d'un plafond et travaux de réhabilitation
Le 20 septembre 2006, un plafond s'effondre, attaqué par la mérule,, entraînant la fermeture du lieu au public. Des travaux de restauration sont menés pour un coût de 6 millions d'euros. Le Centre des monuments nationaux fait appel au mécénat pour récolter des fonds, et un Club des mécènes est créé. La restauration permettant la réouverture au public est assurée par Jacques Moulin, architecte en chef des Monuments historiques, chargé du site. De nécessaires travaux de consolidation sont conduits, associés à la réfection des installations électriques, de sécurité et des accès pour les personnes à mobilité réduite. La plupart des décors du rez-de-chaussée sont restaurés, que ce soit dans le grand salon d’assemblée donnant sur les jardins, le boudoir camaïeu bleu ou le salon chinois.
La réouverture payante du château au public a eu lieu le 29 juin 2013. Le parc a toujours été visitable gratuitement.

### Manifestations culturelles
Le château participe à de nombreuses manifestations culturelles : "Rendez-vous au jardin", "La Seine-et-Marne-Couleur jardin", "Journées européennes du patrimoine", "Fête de la Marne", "Festival d'Île-de-France", "Monuments jeux d'enfants", "Festival Mots-buées", ainsi que des concerts, des conférences ou des spectacles.
Les parcours des courses de l'événement Oxy'Trail, organisé par la Communauté d'agglomération Paris - Vallée de la Marne, passent par les jardins du château.

## Le château

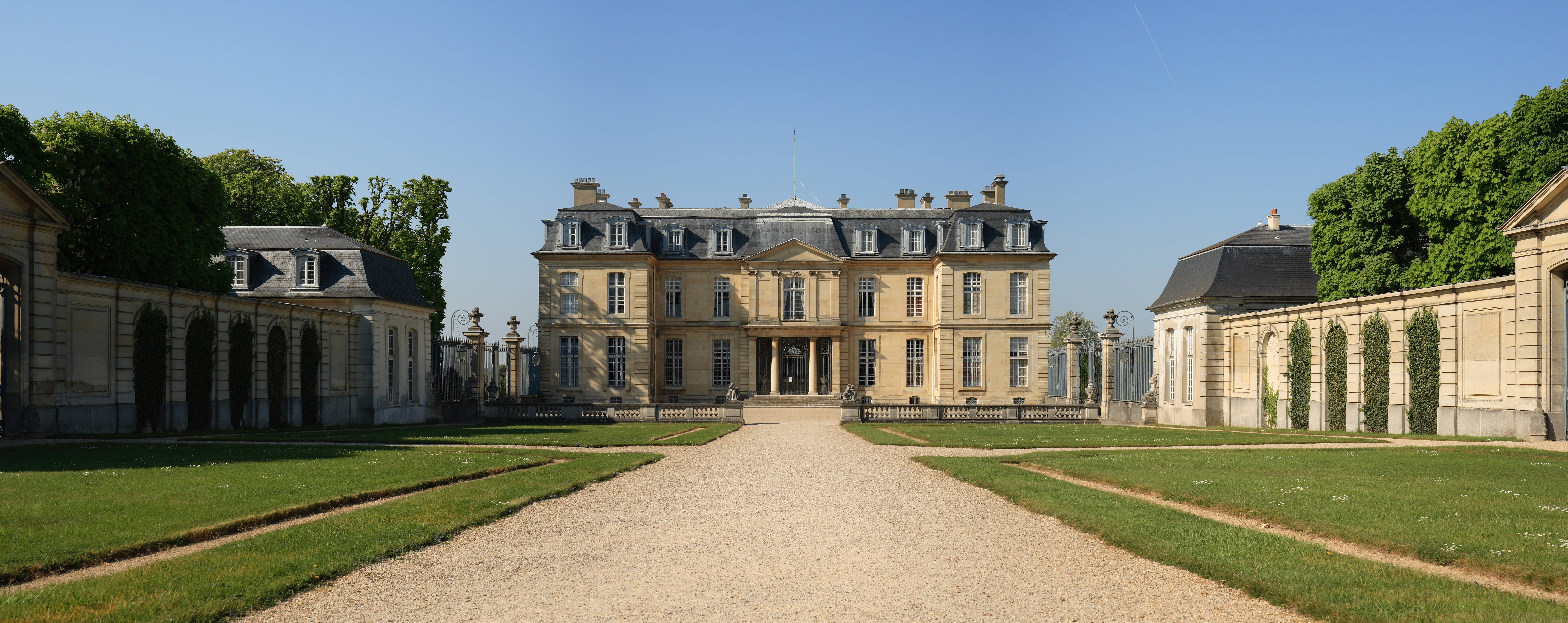
Vue générale de l'édifice depuis la cour d'honneur.

### Construction du château et ses transformations
La conception du château intervient à une période d'innovation architecturale et en fait l'archétype de ces « petites maisons », résidences de campagne bâties à une heure de véhicule hippomobile de Paris, pour des aristocrates ou des financiers désireux d'échapper pour un moment à la pesanteur de la Cour.
Le parti initial conçu par les Bullet père et fils pour Renouard de La Touanne est ensuite amplifié et simplifié par Bullet fils pour Poisson de Bourvallais. Bullet père reste marqué par la tradition italienne, caractérisée par une abondante ornementation, tandis que son fils a complètement assimilé le style classique français.
Le plan dit « massé » du château reprend des exemples du XVIIe siècle comme le château de Blérancourt par Salomon de Brosse (1612) ou le château de Maisons par François Mansart (1643). Placé dans l'axe de la grille d'honneur, le principal corps de logis est isolé au fond d'une cour, séparée de la route par un court fossé enjambé par un saut-de-loup. De simples grilles le relient aux bâtiments des communs.
Le plan rectangulaire massé est animé sur chacune des façades principales par trois avant-corps : les avant-corps latéraux gardent la trace des ailes du château traditionnel de la Renaissance, de plan en U ; l'avant-corps central présente un salon en rotonde sur le jardin qui permet de jouir de vues plus variées tout en ménageant un effet de transparence de la cour jusqu'au parc, disposition dite "traversante" initiée vers 1660 par Le Vau à Vaux-Le-Vicomte
Le château peut être rapproché de plusieurs constructions antérieures :
- le château d'Issy (Issy-les-Moulineaux), construit par Pierre Bullet pour le président Denis Talon dans les années 1680, inspiré des villas de Palladio, qui comprenait également une travée centrale double en profondeur renfermant un vestibule ouvrant sur un salon, deux niveaux d'égale hauteur associant baies rectangulaires, à arc en plein cintre et à arc segmentaire (dit aussi en anse de panier), ainsi que des bossages d'angle et un emploi mesuré des ordres ;
- le château de Vaux-le-Vicomte (Seine-et-Marne), construit en 1656-1658 par Louis Le Vau pour Nicolas Fouquet, surintendant des finances de Louis XIV, où l'on trouve pour la première fois une composition totalement axée et un avant-corps central sur le jardin.

Le traitement des façades existe dans l'architecture française depuis plus d'un demi-siècle. Les deux niveaux sont d'égale hauteur. L'avant-corps central de la façade sur cour est sobrement orné d'un ordre toscan au rez-de-chaussée et de pilastres composites au premier étage. Les baies rectangulaires, en anse de panier ou en plein cintre animent les façades. La sculpture n'est présente que sur l'avant-corps central de la façade sur jardin, sans doute issu du projet de Pierre Bullet, orné au-dessus de la fenêtre centrale d'un vase flanqué de griffons là où Bullet de Chamblain avait prévu une simple agrafe en forme de tête.
Au XVIIIe siècle, le château de Champs sera imité à de nombreuses reprises, par exemple non loin de là au château de Jossigny (Seine-et-Marne) construit en 1743 peut-être par Jacques Hardouin-Mansart de Sagonne, qui présente un avant-corps central à pans coupés sur la façade côté jardin, ainsi qu'au château de Champlâtreux (Val-d'Oise), bâti en plus grandes dimensions entre 1751 et 1757 par Jean-Michel Chevotet qui ouvre sur le jardin une rotonde à deux niveaux d'ordres superposés (qui sera reproduit vers 1900, moins une travée, au château d'Artigny à Montbazon).
Le duc de La Vallière apporte seulement quelques changements à la façade sur le jardin, dont témoignent les planches publiées par Mariette. Des putti remplacent les griffons au-dessus de la fenêtre centrale du premier étage tandis que le toit du pavillon central est percé d'ouvertures ovales. Une fenêtre est transformée en porte-fenêtre dans l'angle du grand cabinet, devenu un « salon chinois », avec un perron permettant un accès aisé au jardin. Au XIXe siècle, une nouvelle porte-fenêtre sur le jardin est aménagée symétriquement à celle du salon chinois.
En 1832, Jacques Maurice Grosjean « écrête » les combles et les remplace par un toit en terrasse à l'italienne bordée d'une balustrade d'un effet assez malheureux, mais les combles à la Mansart d'origine sont restitués à partir de 1895-1896 pour les Cahen d'Anvers par l'architecte Walter-André Destailleur, qui travaille à partir des sept planches gravées publiées par Mariette, non sans modifier légèrement le profil de la toiture de la rotonde.
Une nouvelle porte-fenêtre sur le jardin est percée dans le boudoir « en camaïeu » du rez-de-chaussée.

### Distribution intérieure
La distribution intérieure constitue l'aspect le plus novateur du château. Elle en fait « un jalon majeur de l'histoire de l'architecture française » . Il est donné en exemple dans des recueils tels que De la distribution des maisons de plaisance et de la décoration des édifices en général (1737) et dans le Cours d'architecture civile (1771-1777), tous deux de Jacques-François Blondel, dans L'Architecture française (1727) de Jean Mariette, ainsi que dans L'Art de bâtir des maisons de campagne (1743) de Charles-Étienne Briseux.
L'aspiration de la société va alors vers la recherche de davantage de confort. Le modèle de maison de plaisance conçu en France entre la fin du XVIIe et le début du XVIIIe siècle sera ensuite imité dans toute l'Europe. On trouve à Champs le développement de plusieurs concepts déjà mis en œuvre dans des résidences antérieures :
- la symétrie axiale de la distribution avec un axe dominant occupé par un salon et un vestibule, comme à Vaux-le-Vicomte ;
- le traitement de l'escalier, repoussé sur la gauche comme à Issy ou Vaux ; néanmoins, à Champs, l'escalier est de proportions monumentales avec une cage s'élevant en dôme jusqu'aux combles, à la différence de celui de Vaux, beaucoup plus discret. Il faut toutefois remarquer que l'étage noble de Vaux étant le rez-de-chaussée, cet escalier ne dessert que des appartements secondaires, et que le véritable escalier d'honneur est l'escalier extérieur qui permet l'accès au bâtiment[réf. nécessaire].

Les pièces deviennent indépendantes les unes des autres; comme dans les hôtels parisiens, elles sont distribuées en double profondeur, desservies par un couloir central. Les chambres ne se commandent plus. Les plans initiaux de Bullet de Chamblain montrent ainsi des dégagements à droite et à gauche du salon du premier étage, donnant directement dans les chambres à coucher . Chacune de celles-ci est pourvue d'un cabinet et d'une garde-robe. Trois petits escaliers desservent un entresol de service.
On voit aussi apparaître pour la première fois une salle à manger autonome. Un escalier à volée simple contigu la relie à la cuisine, située en sous-sol. Au premier étage, côté Ouest, on note la présence d'une chapelle, qui n'existe plus.
Des transformations sont effectuées dans le courant du XIXe siècle, que retrace un plan levé avant 1885 par Claude Sauvageot, dessinateur d'architecture : au rez-de-chaussée, la garde-robe et le passage situé près de la salle de billard sont réunis pour créer une bibliothèque ; le boudoir « en camaïeu » du rez-de-chaussée, le cabinet à côté de la chapelle, encore citée dans les textes de l'époque, sont transformés en chambres à coucher. « Il est à noter que la chambre de Mme de Pompadour contient deux lits montrant bien que le château a fait l'objet, au cours du XIXe siècle, d'un certain nombre de réaménagements signalés seulement par quelques mentions. Ce siècle reste pour Champs largement méconnu . »
Du temps des Cahen d'Anvers, le boudoir « en camaïeu » du rez-de-chaussée devient le bureau du comte Louis Cahen d'Anvers, des salles de bains sont installées dans les garde-robes, et une autre, pour Monsieur, est aménagée dans les sous-sols (conservée).
La chapelle est transformée en chambre à coucher.

### Décor intérieur

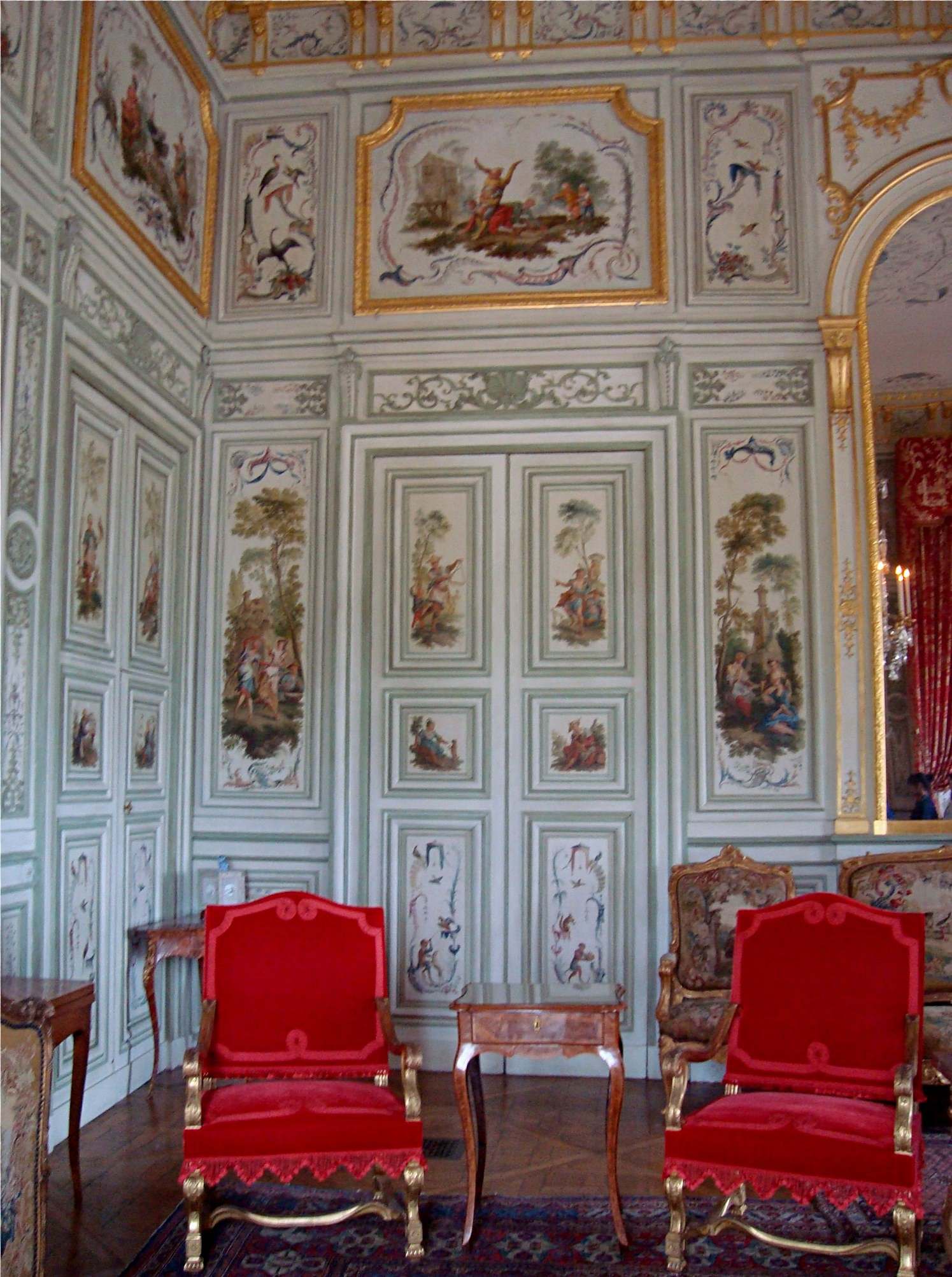

Le décor d'origine n'est pas entièrement documenté mais des dessins conservés à Stockholm permettent de se faire une idée de certaines boiseries dessinées par Bullet de Chamblain, notamment celles du salon du premier étage. « Le décor reste dans la tradition de la fin du XVIIe siècle avec de grands pilastres, comme ceux du salon d'assemblée. » .
Les boiseries du Salon Chinois – peintes à une époque ultérieure – ainsi que celles de la salle à manger sont également de Bullet de Chamblain et se situent dans la tradition décorative de Jules Hardouin-Mansart et des réalisations de Robert de Cotte pour le château de Versailles et le Grand Trianon, vers 1700.
Le duc de La Vallière fait mettre au goût du jour les décors, essentiellement dans les chambres, le boudoir et le cabinet. Au rez-de-chaussée, dans le Salon Chinois, les lambris de hauteur dessinés par Bullet de Chamblain sont peints de chinoiseries par Christophe Huet dans les années 1740, qui décore également le boudoir voisin, dans un camaïeu bleu de même inspiration.
C'est sans doute la marquise de Pompadour, locataire du château pour une brève période, qui fait exécuter les superbes boiseries de la pièce dite aujourd'hui « chambre d'honneur », au décor de palmiers, colombes et paons au milieu de rinceaux qui débordent de la corniche pour se déployer sur le plafond, dans l'esprit des réalisations de Jacques Verberckt et Jules-Antoine Rousseau.
Sous le Second Empire, certains décors intérieurs sont « enrichis » avec des dorures et des faux marbres ; ensuite, pour les Cahen d'Anvers, Walter-André Destailleur restaure les décors en retrouvant une partie des teintes d'origine sous les couches de peinture ; il dégage ainsi le camaïeu du petit cabinet. Le monogramme LC pour Louis Cahen d'Anvers est ajouté dans la rampe de ferronnerie du grand escalier ; son fils Charles fera ensuite décaper les boiseries de la bibliothèque et du fumoir (rez-de-chaussée).

## Jardins et dépendances

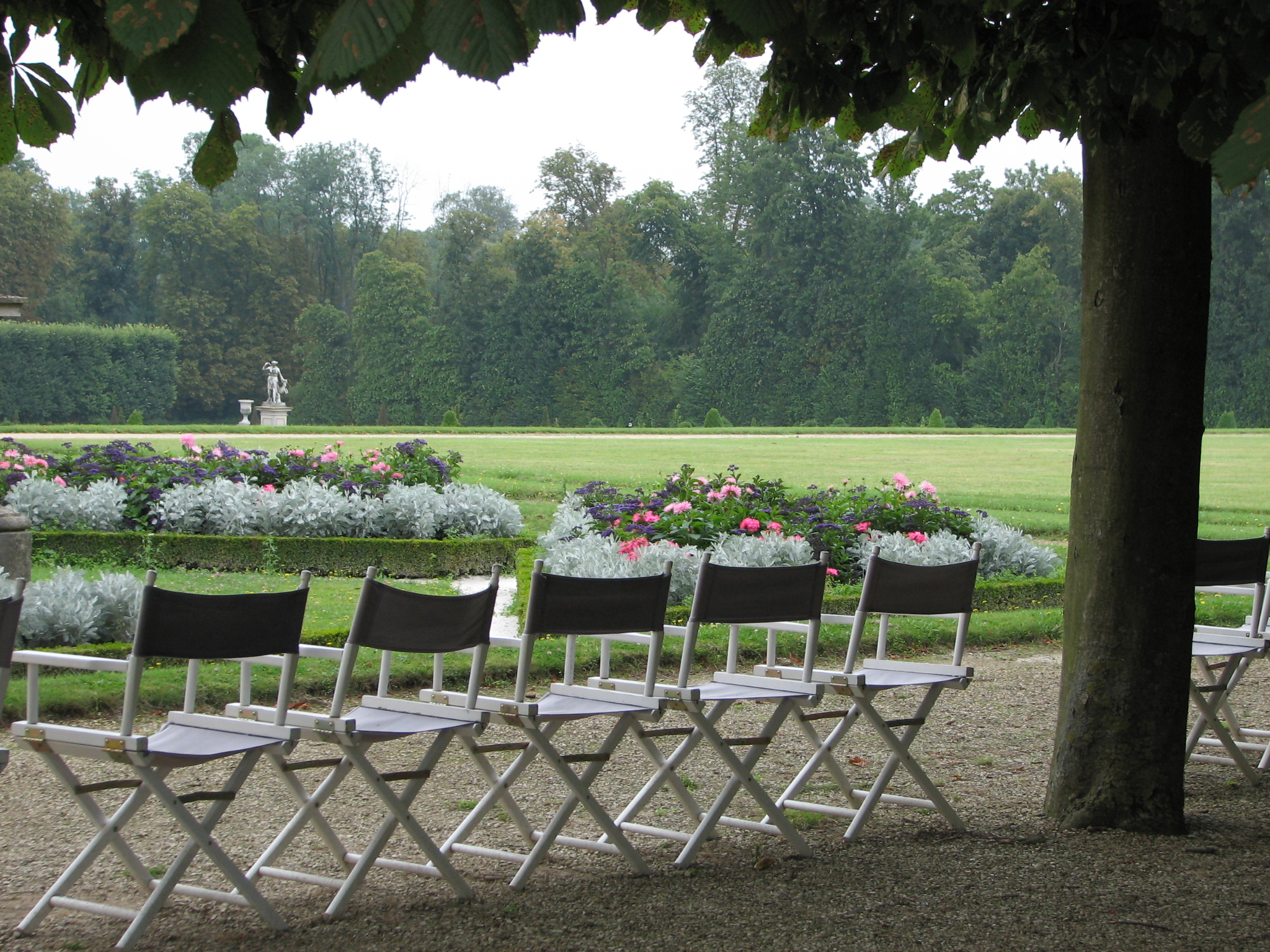
Une partie du parc du château.

Les jardins sont commencés vers 1710 par Poisson de Bourvallais, qui fait réaliser un jardin à la française. Sa conception serait due à Claude Desgots, petit-neveu et élève de Le Nôtre dont il suit étroitement les principes : un grand axe ponctué de bassins et de sculptures, une grande allée de pourtour longeant le mur d'enceinte, engazonnée en son centre et bordée d'arbres, « des parterres de broderies, des divisions en bosquets recoupés par des allées transversales et secondaires, des quinconces. Cependant, les surfaces de gazon sont plus nombreuses et se rapprochent du château. Une certaine monotonie se lit dans les dessins répétitifs des masses boisées . » Le plan de ce jardin est publié en 1722 par Mariette dans le tome III de son Architecture française. Il est décrit par Dezallier d'Argenville en 1755 : « Le château est porté par deux terrasses qui l'élèvent. La première terrasse est bordée d'un talus en glacis, la seconde d'un mur de soutènement. Au bas des degrés s'étendent les parterres. Ils sont suivis de deux bassins que séparent quatre longues pièces de gazon, interrompues par un rond où est un groupe de sculptures. Toutes ces pièces sont soutenues de quinconces verds [sic] ornés de figures et de deux petits bois compartis en croix de Saint-André. Un autre bosquet, au-dessus, forme une grande salle longue accompagnée de cinq cloîtres ou étoiles, ornés dans leurs milieux de figures et de vases. En se rapprochant du château, on aperçoit deux salles dont l'une est en boulingrin et l'autre est compartie de sept pièces de gazon, toutes deux entourées d'arbres isolés. »
Les éditions successives du Voyage pittoresque des environs de Paris de Dezallier d'Argenville permettent de retracer la transformation du jardin par Jean-Charles Garnier d'Isle à l'époque des ducs de La Vallière. Un plan anonyme qu'on peut dater entre les 3e et 4e éditions du livre de Dezallier d'Argenville, soit entre 1768 et 1779, met en évidence son intervention qui concerne principalement l'axe Est-Ouest, perpendiculaire au château, ponctué de « parterres, de bosquets meublés de pièces de gazon excentrées et asymétriques et d'allées aux tracées plus souples et plus indépendants » . Sur l'axe Nord-Sud, le groupe sculpté situé entre les deux bassins disparaît. Les surfaces en herbe se rapprochent du château.
En 1779, le jardin a encore évolué : un long tapis vert sépare les deux bassins sur l'axe Nord-Sud, les broderies sont supprimées et l'ensemble du parc transformé à l'anglaise.
À partir de 1895, Henri et Achille Duchêne recréent des jardins à la française en s'inspirant des dessins anciens, mais ils redessinent les bosquets et les parterres et conservent comme toiles de fond de larges paysages à l'Anglaise. « Les terres n'ont pas été rabaissées au niveau d'autrefois, car, si lors de la construction du château, le jardin était destiné à être admiré depuis les appartements du premier étage, le mode de vie privilégie désormais le plain-pied. La perspective est donc différente.
En 1969, les parterres de broderies sont réaménagés de fond en comble par Mieko Inoue, assistante d'Albert Grégoire, Prix de Rome, architecte en chef des bâtiments civils et palais nationaux responsable du domaine[réf. nécessaire].
Par ailleurs, la dimension du parc est aussi modifiée, nécessitant des adaptations aux nouveaux panoramas rendus possibles grâce à l'agrandissement du domaine . » Le salon dit « de Madame » présente une grande architecture de treillages.
Les statues du parc sont des copies ou des ré-interprétations d'originaux qui se trouvent dans le parc de Versailles ou en Italie, mais certaines sont des originaux, à l'instar de la cuve baptismale romaine ornée de médaillons sculptés représentant des papes du XVIe siècle.
La laiterie est édifiée en 1884 contre la façade orientale de la ferme. Pour les Cahen d'Anvers, Walter-André Destailleur bâtit au début du XXe siècle l'orangerie, la maison du jardinier et de nouveaux communs au Sud-Ouest du château ; il construit de chaque côté de l'avant-cour un mur composé de dix arcades aveugles séparées en leur milieu par une porte et dont chaque extrémité est terminée par un pavillon carré. Les communs de droite, comprenant l'ancienne ferme et le pigeonnier seigneurial datent, eux, du début du XVIIe siècle et sont ainsi antérieurs au château actuel.
L'entrée du domaine est matérialisée par une place circulaire qui ménage, du côté du château, une demi-lune et, à l'opposé, un vertugadin prolongé par une allée bordée d'arbres qui suit l'axe d'ordonnance du domaine.
À son extrémité, cette allée est ornée d'un vase de marbre blanc orné d'un soleil aux traits d'Apollon, copie de la fin du XIXe siècle d'un des deux « vases du Soleil » exécutés en 1684-1688 pour les jardins de Versailles par Jean Dugoulon et Jean Drouilly d'après un dessin de Jules Hardouin-Mansart.
L'accès à la cour d'honneur s'effectue à travers un saut-de-loup franchissant une douve sèche et une grille de ferronnerie couronnée du monogramme LC pour Louis Cahen d'Anvers.
L'architecte Walter-André Destailleur, à la fin du XIXe siècle, a conservé les deux pavillons d'entrée couverts d'un comble brisé à la Mansart et a édifié de part et d'autre de la cour d'honneur deux murs percés de dix arcades et comportant en leur centre une porte surmontée d'un fronton triangulaire, qui dissimulent à gauche la cour des écuries, édifiée à la même époque, et à droite la ferme et le pigeonnier circulaire du XVIIe siècle.

### Parc
Les jardins du château sont labellisés « Jardin remarquable ».
La perspective du jardin à La Française a une orientation Nord-Sud quasi parfaite.
Une promenade de deux heures (5,5 km) est balisée dans le parc.
Le parc comporte un if mâle (près de l’orangerie) planté en 1875 et dit « if de Bossuet ». L’arbre s’est reproduit par marcottage. Il décrit au sol un cercle de 76 m de circonférence; il a reçu le label arbre remarquable de France en mars 2006.On trouve également des arbres peu communs comme le pin noir d’Autriche ou le séquoia. La tempête de 1999 a malheureusement abattu beaucoup d’arbres.

### Rucher
Au Nord-Est de la Grande prairie, les apiculteurs Charlotte Chiarelli et Olivier Pierret, membres de l’ADAIF (Association pour le développement de l'apiculture en Île-de-France) , gèrent une quinzaine de ruches. Cette association a pour but de protéger les abeilles et de promouvoir l'apiculture et ses produits.

### Potager et chantier d’insertion
Le potager est cultivé par les salariés de la M2iE (Maison intercommunale de l'insertion et de l'emploi), une association qui œuvre sur le territoire de la communauté d'agglomération Paris - Vallée de la Marne. Elle oriente et accompagne vers l’emploi les bénéficiaires du revenu de solidarité active (RSA) dans le cadre d’un chantier d’insertion (culture des légumes et des arbres fruitiers du potager du château). L’association, subventionnée par les pouvoirs publics, permet à des personnes très éloignées de l’emploi de reprendre une activité au travers d’un Contrat unique d'insertion (CUI) ou d’un Contrat d'accompagnement dans l'emploi (CAE), de se ré-habituer au rythme du travail (contraintes horaires, vestimentaires, acceptation de la hiérarchie), et d’apprendre les bases d’une activité professionnelle. Outre le travail concret sur le projet, ces salariés suivent des formations et continuent de travailler activement sur leur projet professionnel. Le résultat peut se mesurer en insertion dans l’emploi (contrats décrochés par la suite) dont le chantier d’insertion est souvent une première étape importante.

## Filmographie: le cinéma, la télévision et la publicité au château de Champs
Sauf indication contraire, les informations mentionnées dans cette section peuvent être confirmées par le générique de fin de l'œuvre audiovisuelle présentée ici, ainsi que par la base de données cinématographiques IMDb,  présente dans la section « Liens externes ».Le château de Champs-sur-Marne a servi de décors à près de 80 productions (cinéma, télévision et publicité). Le cadre du château est notamment choisi pour avoir une certaine ressemblance avec le palais de l'Élysée. Les équipes de tournage télévisuel : Guignols de l'info, Groland ainsi que d'autres productions l’ont utilisé dans ce but. Mais les tournages, s’ils rapportent des recettes  au Centre des monuments nationaux, abîment le château qui est un monument historique fragile. En 2006, après l'effondrement du plafond du salon chinois, le château est fermé et rénové, quelques tournages autorisés (en 2011, ils rapportent 800 000 euros) mais il n’est depuis plus question d’en accueillir de nouveaux : si le mobilier d’origine n’était pas utilisé dans les fictions, l’installation d'une équipe de tournage abîmait en effet sérieusement le cadre, et notamment les parquets. 
Parmi les films dont des scènes se déroulent au château de Champs-sur-Marne :
- L'Habit vert, film de Roger Richebé, 1937
- La vie de plaisir, film de Albert Valentin, 1943
- Le Président, film de Henri Verneuil, 1961
- Joseph Balsamo, mini-série d'André Hunebelle, 1973
- L'Étrange Monsieur Duvallier, série télévisée de Victor Vicas, 1979
- L'Île aux trente cercueils, mini-série de Marcel Cravenne, 1979
- Un amour de Swann, film de Volker Schlöndorff, 1984[40]
- Les Liaisons dangereuses, film de Stephen Frears, 1988[40]
- Jefferson à Paris, film de James Ivory, 1994
- Le Colonel Chabert, film d'Yves Angelo, 1994[40]
- Ridicule, film de Patrice Leconte, 1995[40]
- L'Allée du Roi, téléfilm de Nina Companeez, 1996[40]
- Les réceptions de l’Ambassadeur, Clip publicitaire de Ferrero Rocher, 1996. Vidéo
- Lautrec, film de Roger Planchon, 1997
- On connaît la chanson, film de Alain Resnais, 1997
- Le Comte de Monte Cristo, mini-série de Josée Dayan, 1998
- Les Enfants du siècle, film de Diane Kurys, 1999
- L'Anglaise et le Duc, film de Éric Rohmer, 2000
- Le Libertin, film de Gabriel Aghion, 2000
- Les Misérables  téléfilm de Josée Dayan, 2000
- Pé na Jaca (pt) , telenovela brésilienne de Ricardo Waddington, 2000
- Vatel, film de Roland Joffe, 2000
- Napoléon, mini-série de Yves Simoneau, 2002
- San-Antonio, film de Frédéric Auburtin et Laurent Touil-Tartour, 2004
- Le Promeneur du Champ-de-Mars, film de Robert Guédiguian, 2005[40]
- Jeanne Poisson, marquise de Pompadour, téléfilm de Robin Davis, 2006[40]
- La Panthère rose, film de Shawn Levy, 2006
- Le Grand Charles, téléfilm de Bernard Stora, 2006
- Marie-Antoinette, film de Sofia Coppola, 2006[40]
- Jean de la Fontaine, le défi, film de Daniel Vigne, 2007
- Le Clan Pasquier, mini-série de Jean-Daniel Verhaeghe, 2007
- Une femme dans la Révolution, téléfilm de Jean-Daniel Verhaeghe, 2013
- Versailles, série télévisée de Jalil Lespert, Cristoph Schrewe, Thomas Vincent et Daniel Roby, 2015

## Photographies

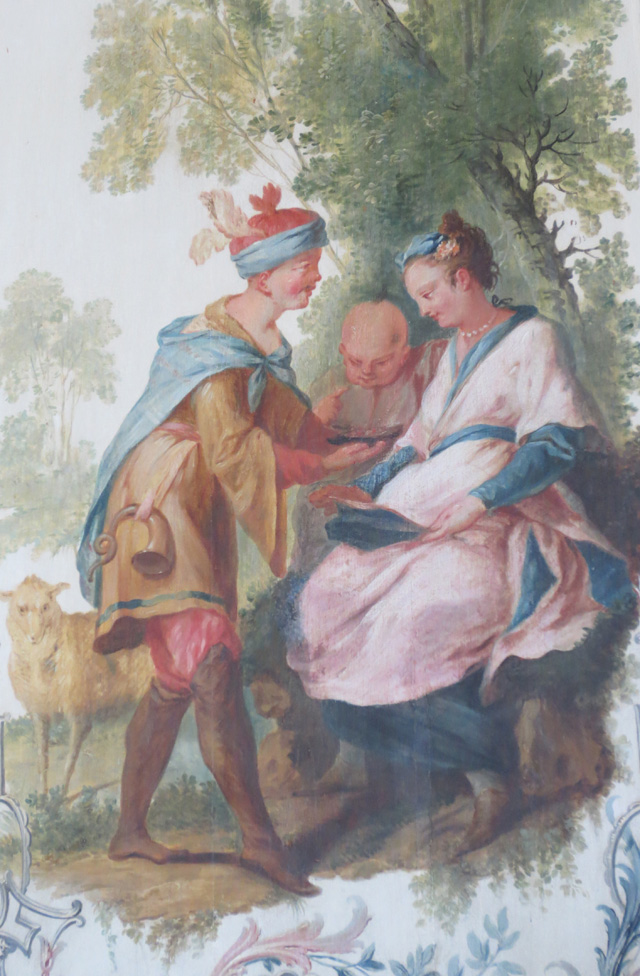
Salon chinois - Détail sur les peintures restaurées.

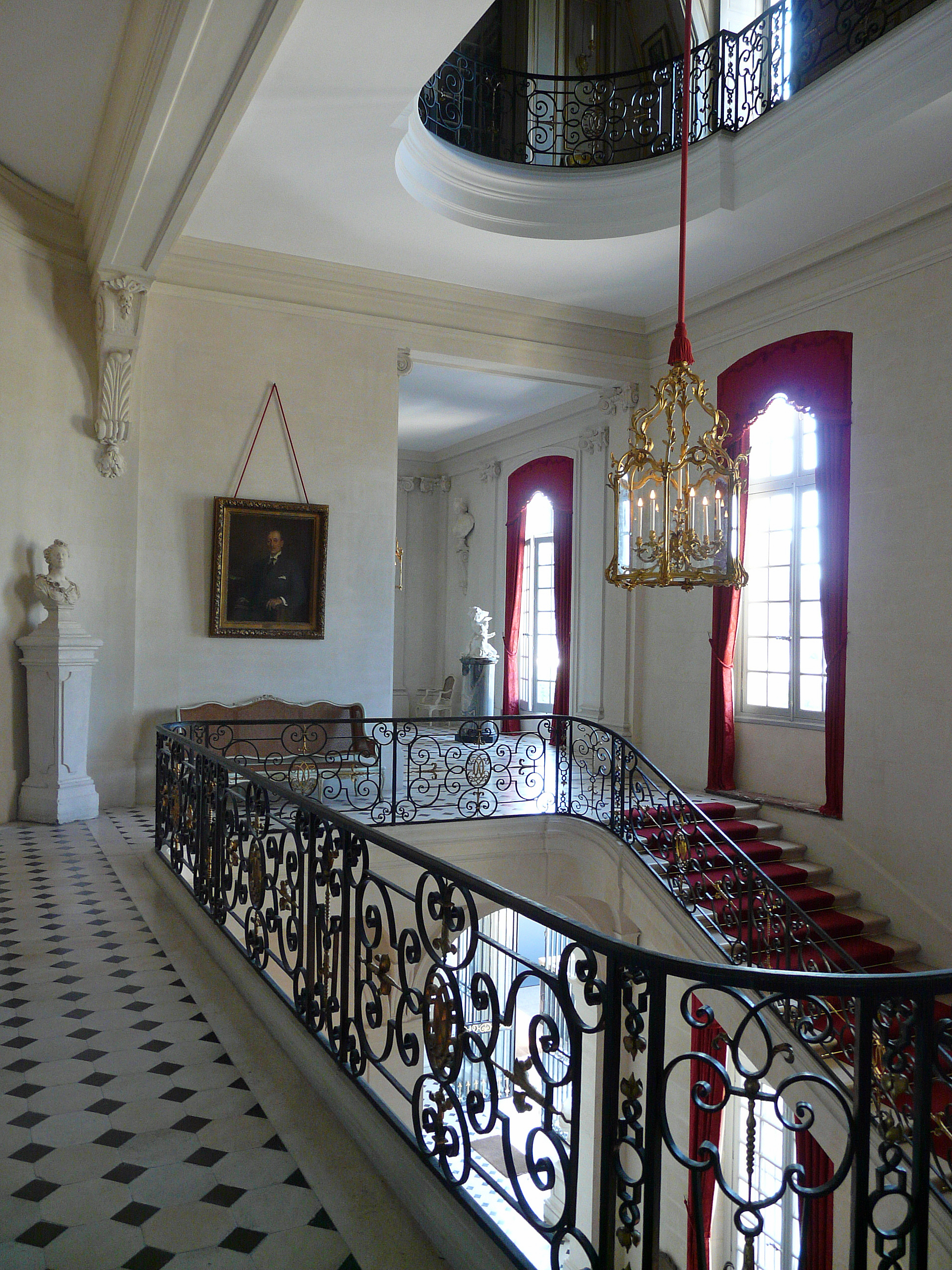
Escalier d'honneur.

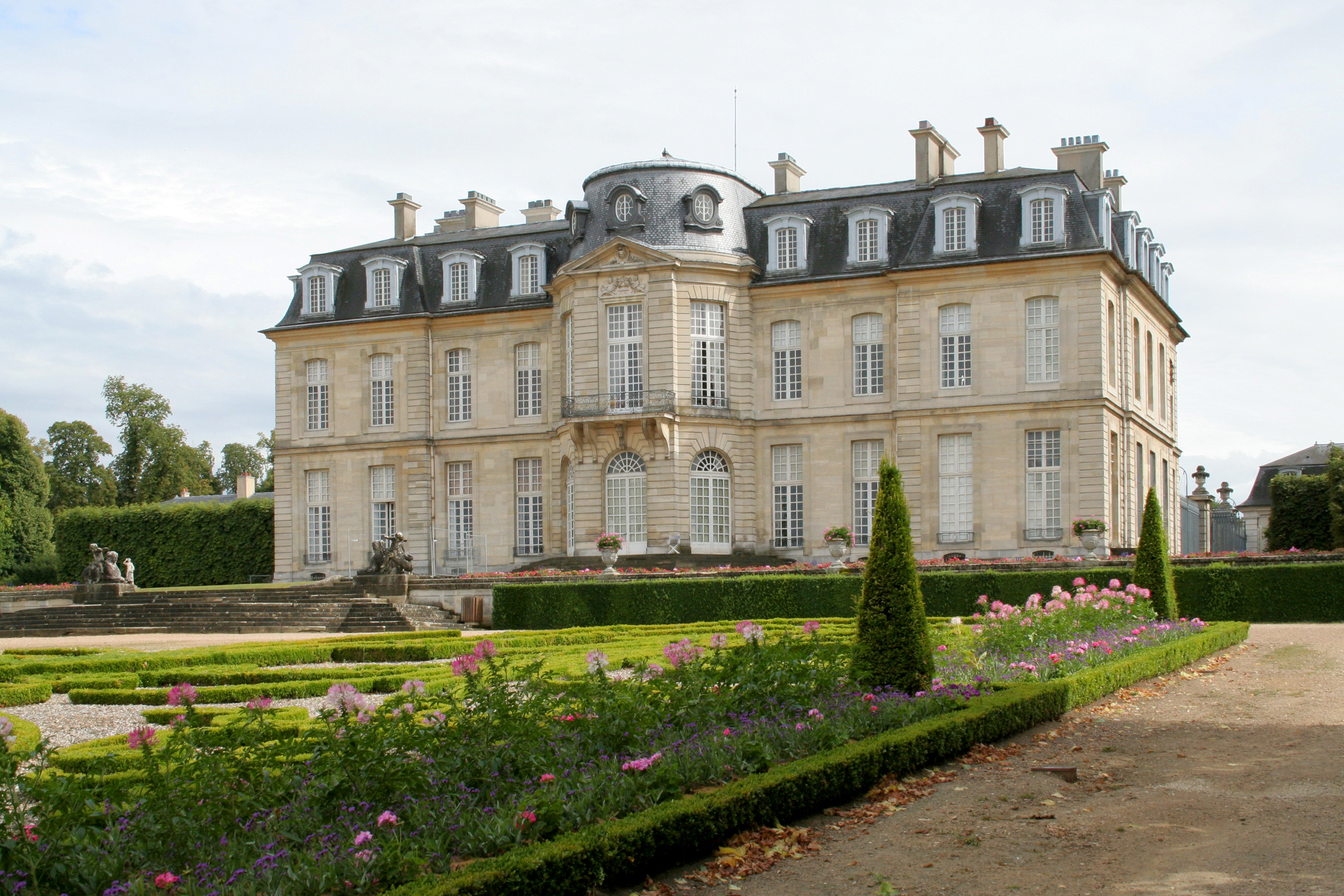
Façade nord sur parc.
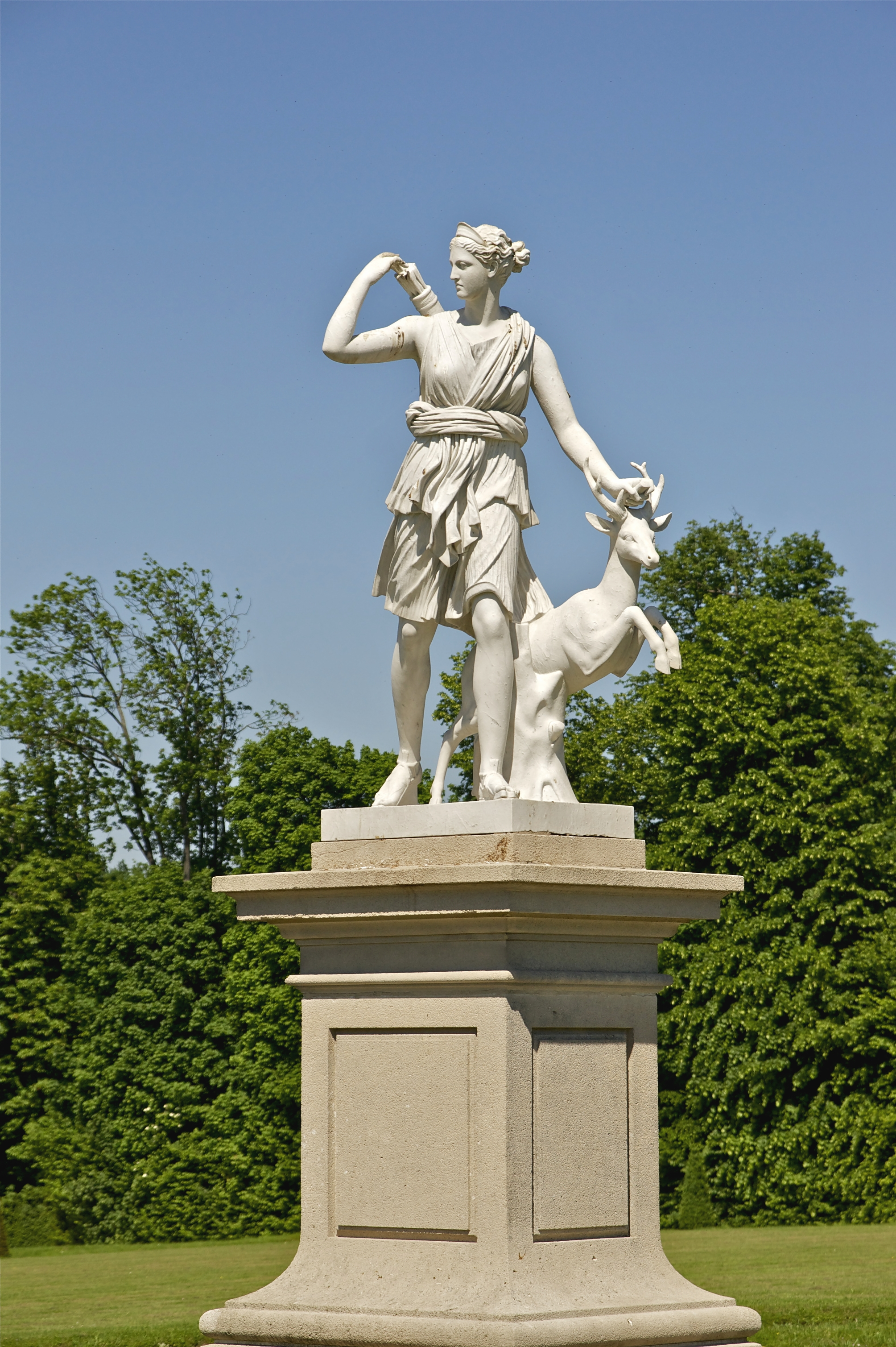
Diane chasseresse.
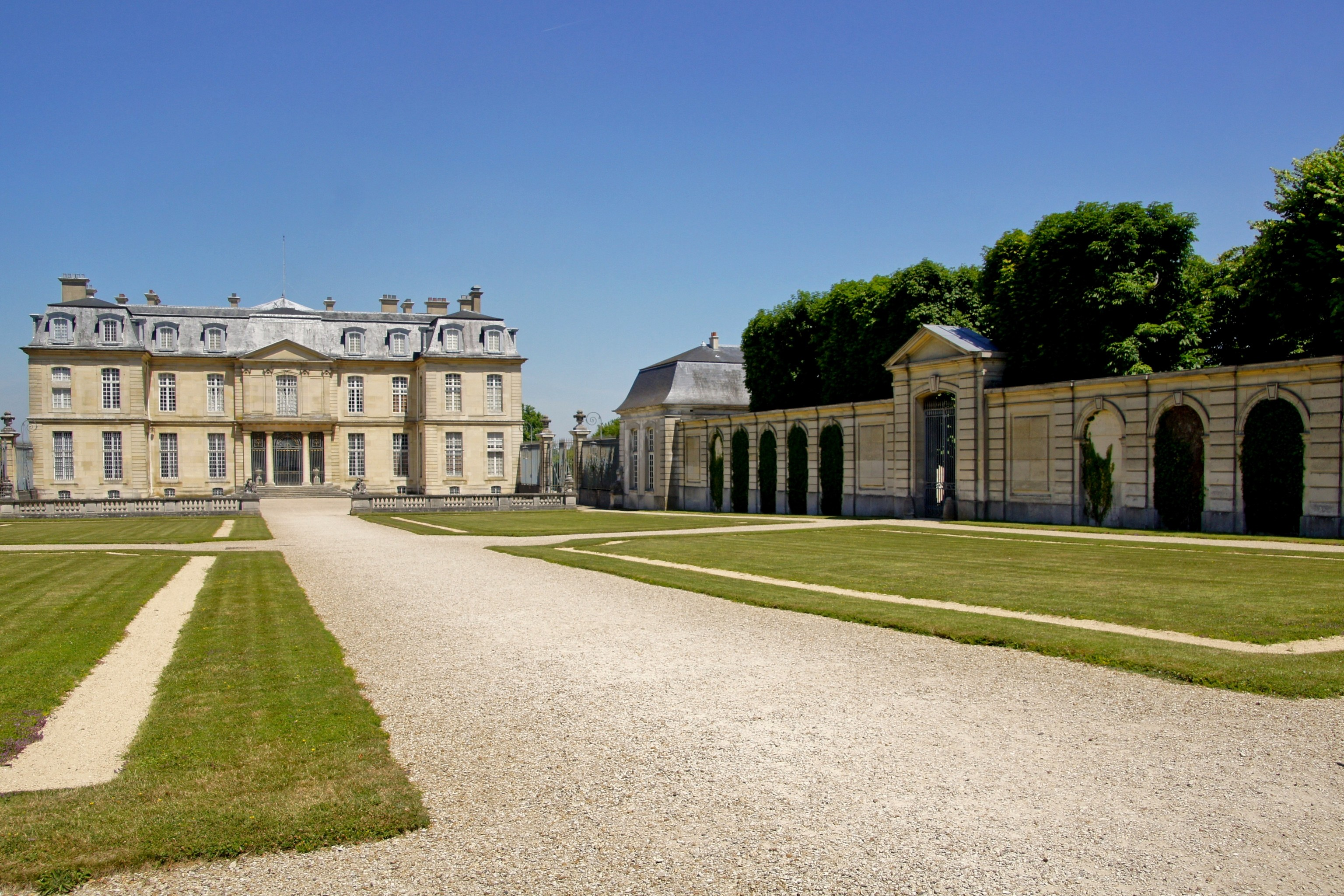
Château de Champs-sur-Marne.
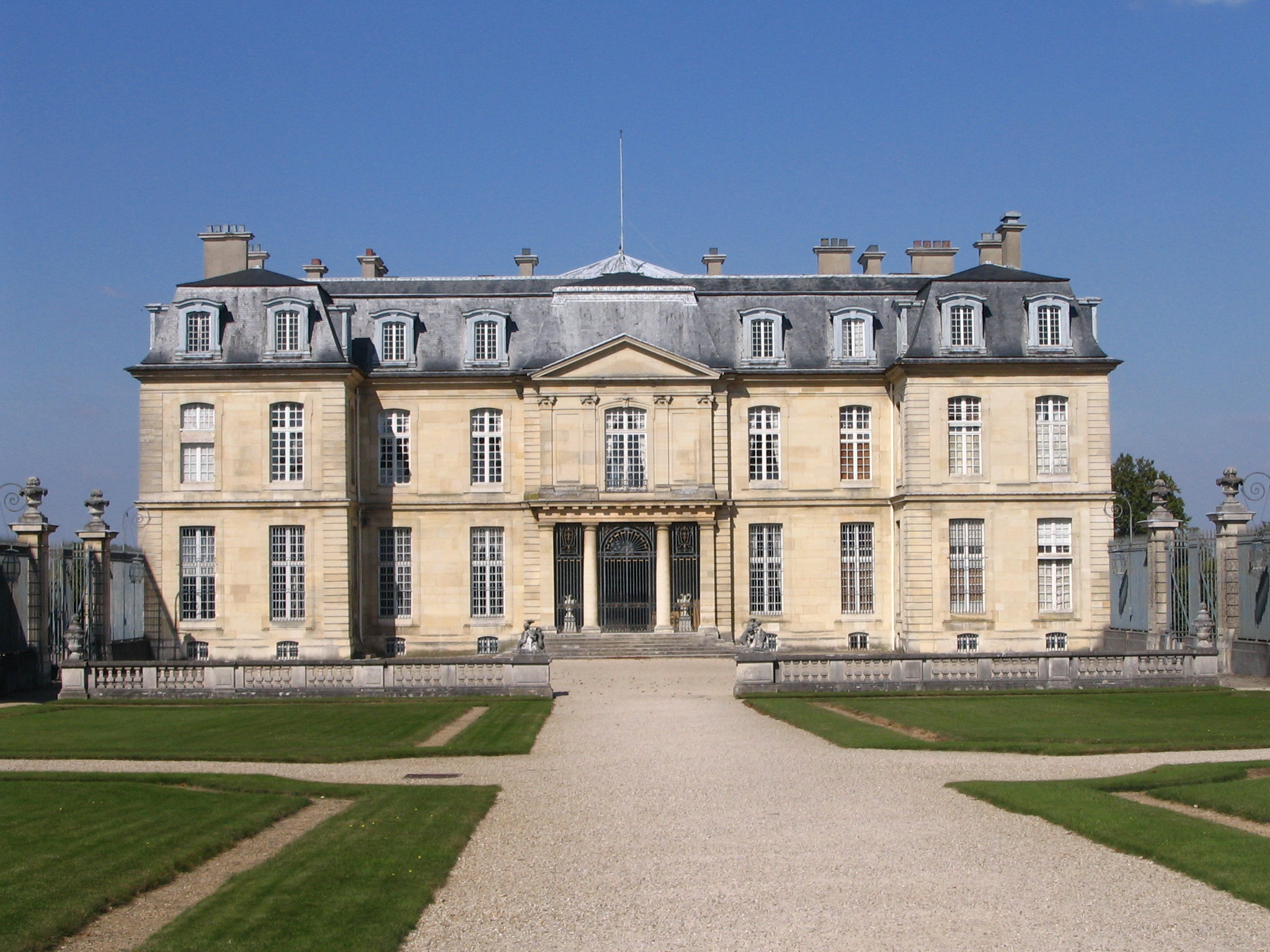
Château de Champs-sur-Marne.
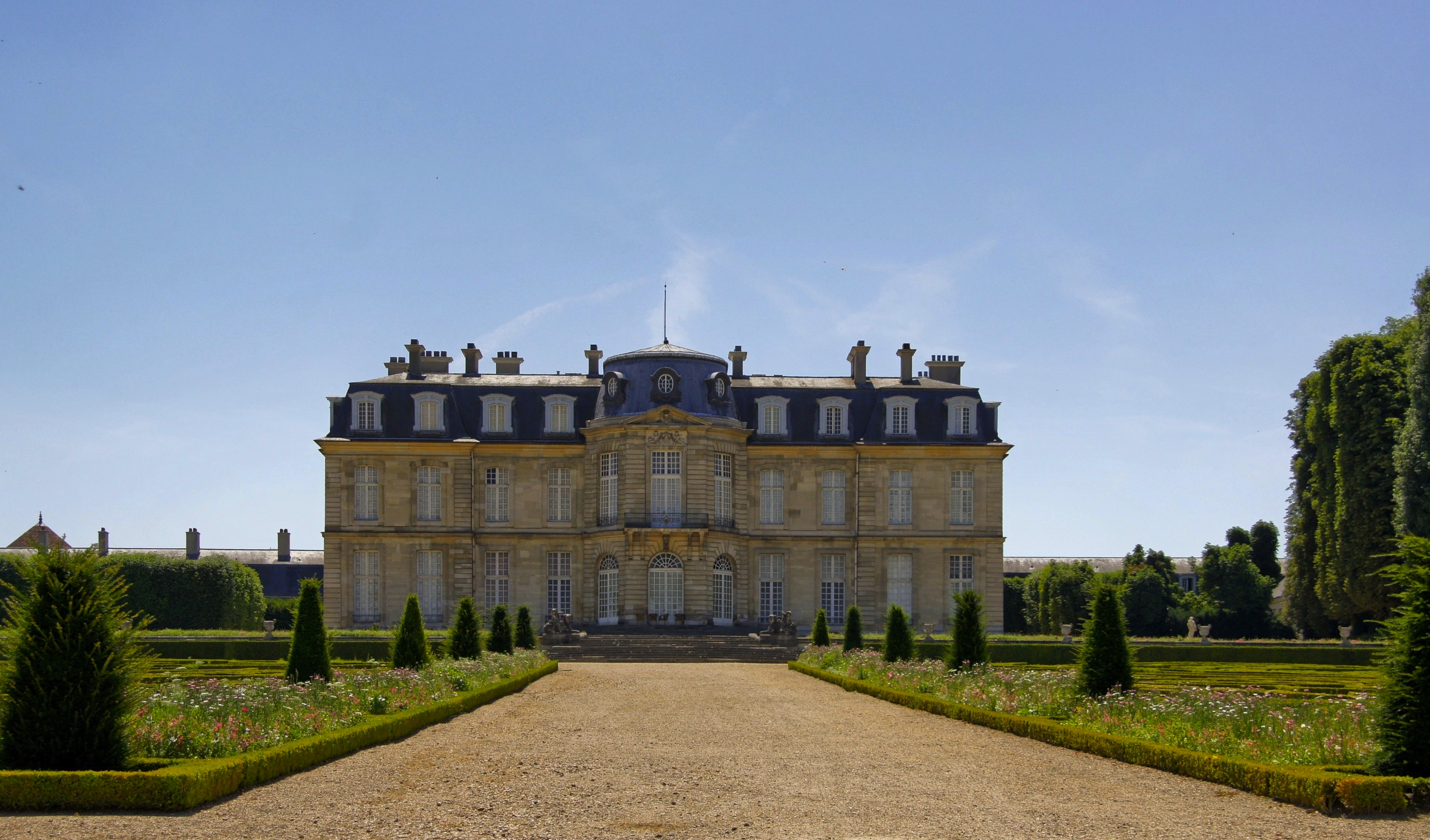
Château de Champs-sur-Marne.
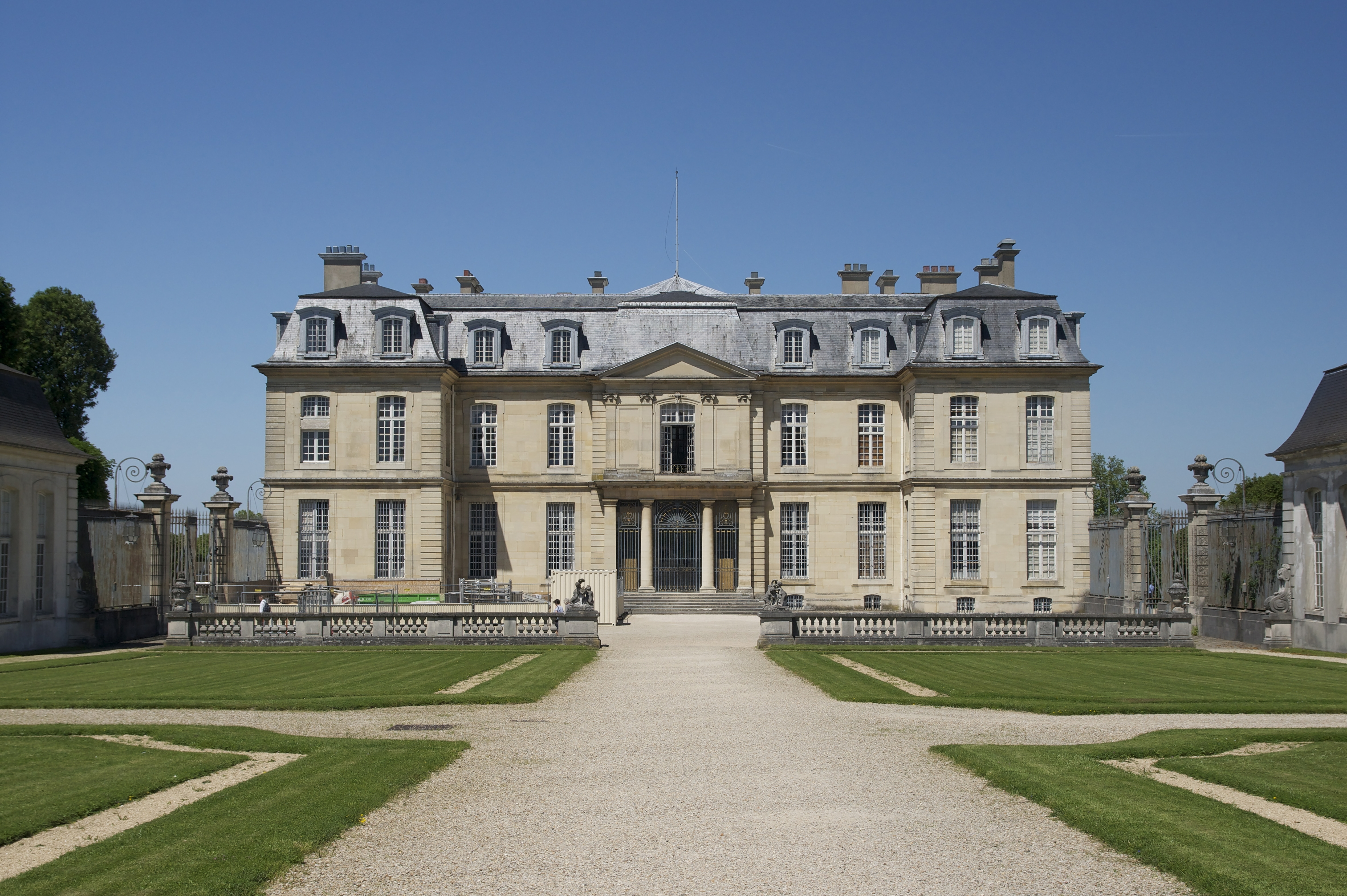
Château de Champs-sur-Marne – Façade sud.
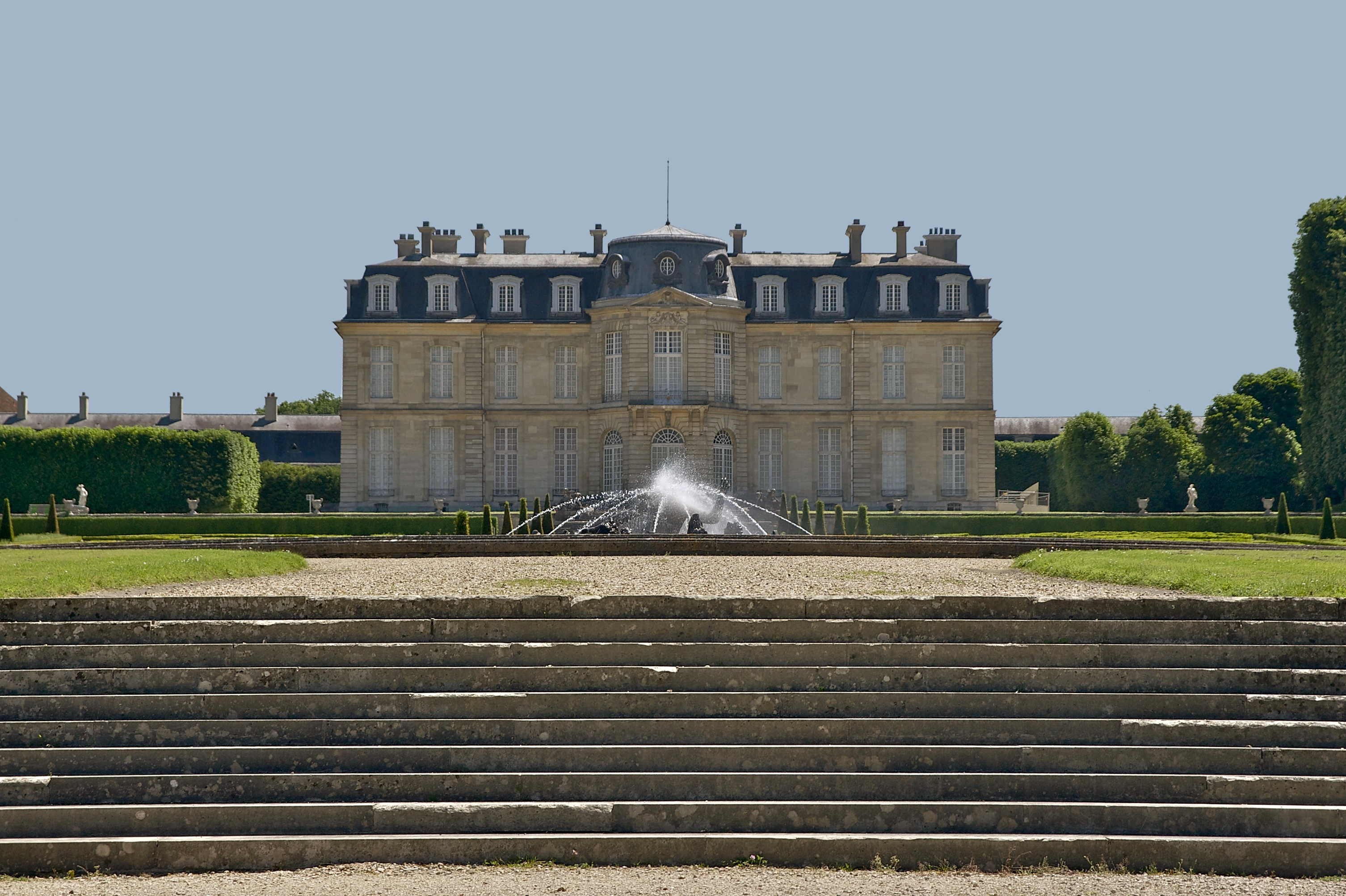
Château de Champs-sur-Marne – Façade nord.
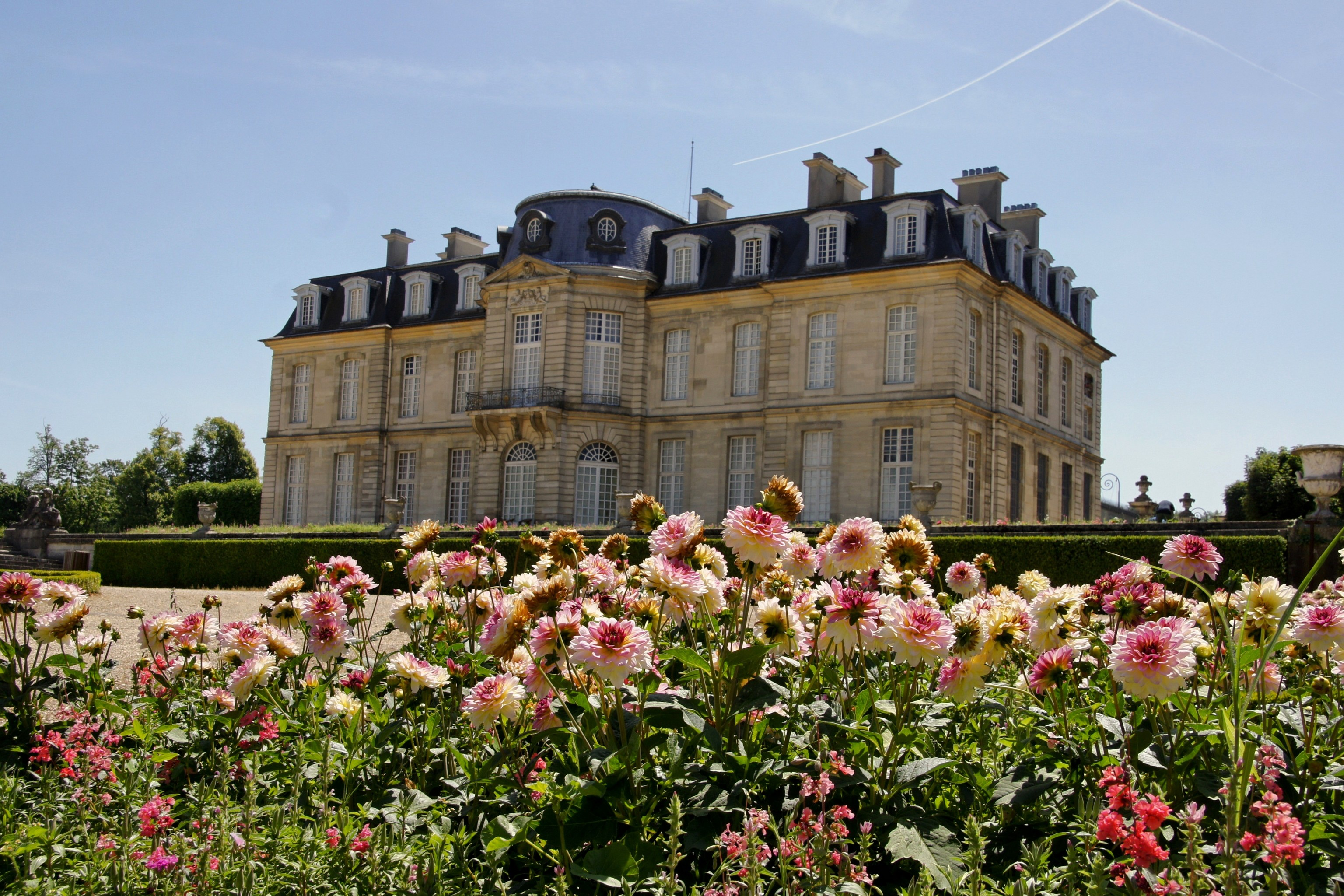
Château de Champs-sur-Marne.
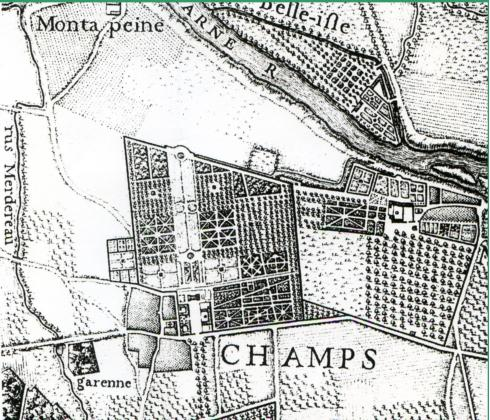
Carte topographique des environs de Paris - Château de Champs - Abbé Jean Delagrive 1740.
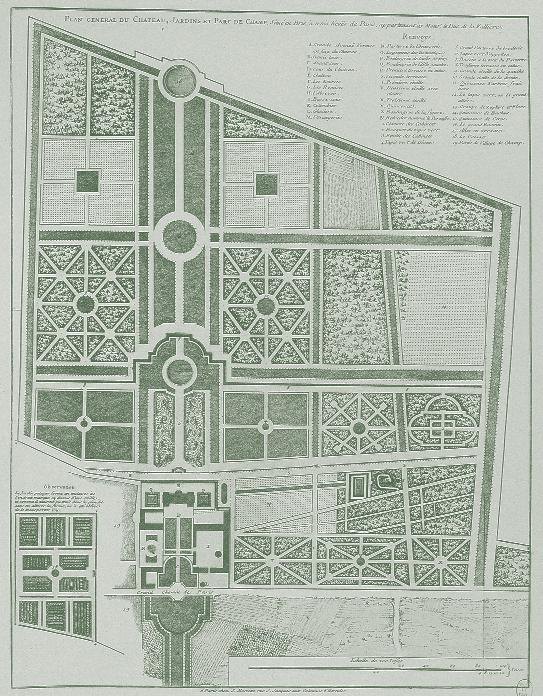
Plan général du château, jardin et parc de Champs (Jean Mariette, Architecture française, tome III, 1727).

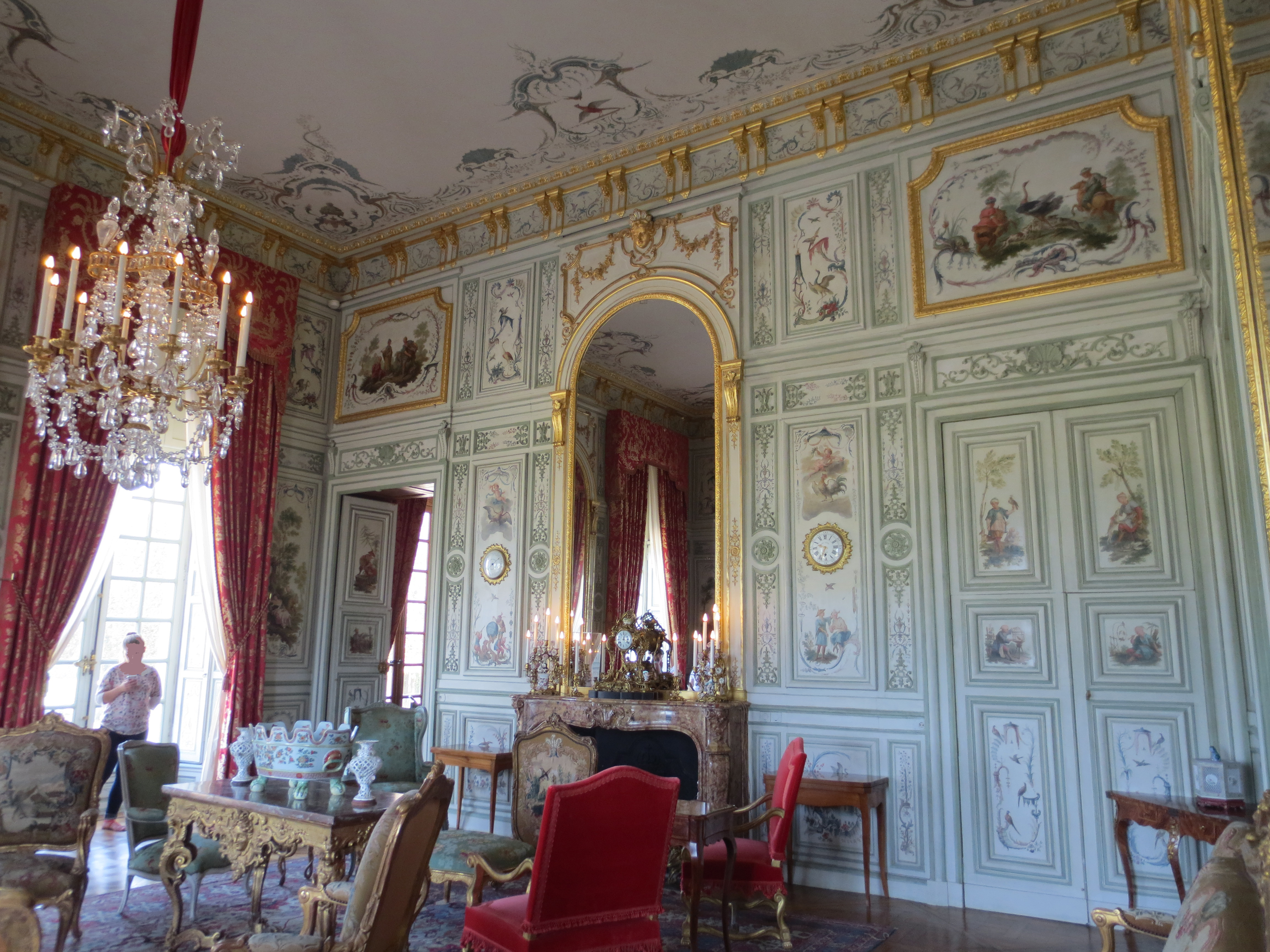
Château de Champs-sur-Marne - Salon chinois.

### Sources
- Jean Cordey et Jean Verrier, « Le château de Champs », Congrès archéologique de France, CIIIe session, Île-de-France, 1944, pp. 27–43
- Ernest de Ganay, « Le château de Champs », La Gazette illustrée des amateurs de jardins, 1933-1934
- Runar Stranberg, « Le château de Champs », Gazette des Beaux-Arts, 1963, n° 1129, pp. 81–100
- Runar Stranberg, Pierre Bullet et Jean-Baptiste Bullet de Chamblain à la lumière des dessins de la collection Tessin-Harleman du musée national de Stockholm (thèse)
- Jean Taralon, « Le château de Champs-sur-Marne », Monuments historiques, 1974, n° 4, tiré à part
- Jean-Claude Menou, Un château "bien basti", Champs-en-Brie, historique de la construction du château de Champs : collection Tessin-Harleman : catalogue de l'exposition, Champs-sur-Marne, Château de Champs, du 17 avril au 17 juillet 2000
- Pedron, Le Château de Champs - Seine-et-Marne Touring Club de France n° 622 du 01.09.1952
- Albert Grégoire, Architecte en Chef des BCPN : remerciements à Madame Inoue (1969)
- Mieko Inoue : Dessins de ses travaux sur le parterre de broderies